# Xalpen
A la mitologia selknam, Xalpen, Jalpen o Alpen és un esperit femení subterrani, de gran importància a la cerimònia del Hain. Equival el que es podria considerar una deessa de l'inframon.
Igual que els altres esperits del Hain, Xalpen només subsisteix en la creença de dones i nens.

## Cerimònia del Hain

### Característiques
Xalpen és el principal esperit de la cerimònia del Hain. És la figura més iracunda i abominable de totes les creacions del Hain. És descrita com una «femella caníbal, voraç i colèrica». Exigia als kloketen que li portessin carn de guanac. No obstant això, en cert moment del Hain, deslligava la seva fúria i es llançava sobre els kloketen per després menjar la seva carn. Usant la seva llarga i esmolada ungla, esbocinava els joves. Mentre això suposadament succeïa, els homes a l'interior del Hain s'ocupaven de fer els efectes de so per fer creure les dones que observen que els seus fills eren atacats pel malvat esperit subterrani.
A més d'alimentar-se de carn humana, Xalpen portava sota terra homes del Hain, especialment els kloketen, per tal de saciar momentàniament els seus apetits sexuals i, en ocasions, abandona aquests joves a l'inframon.

### Confecció
A diferència d'altres esperits d'aquesta cerimònia, no és representada per cap actor, sinó que era fabricat pels homes participants del Hain amb arcs farcits amb herbes per donar-li volum i solidesa. La seva carcassa era folrada amb pells de guanac, les que eren cosides i pintades amb argila vermella.

### Funció
La seva funció en la cerimònia del Hain era atemorir les dones, que tenien prohibit acostar-se al lloc on es desenvolupava la cerimònia, que només la podien observar des de lluny.

## Shoorts: els subordinats de Xalpen
Els shoorts, soorts, soortes o sorths són esperits subordinats a Xalpen. Hi ha 7 shoorts principals i una gran varietat de shoorts subordinats.
- Sate: Shoort oriünd del Sud.
- Yoisik: Provinent del Sud. És considerat el més vell i important dels soortes meridionals.
- Wakus: Procedeix de l'Est.
- Keyaisl: Prové del Nord.
- Talen: Shoort provinent del Nord. És considerat el més fort i influent de tots els soortes.
- Pawus: Oriünd del Nord
- Sanu: Prové de l'Oest.

Als shoorts subordinats no se'ls assignen un nom específic.